# قطن وبري
قطن وبري (الاسم العلمي: Gossypium tomentosum)، ويعرف باسم مأو أو قطن هاواي، هو نوع من نبات القطن مستوطن في جزر هاواي. موئله أراضي جنيبات هاواي الاستوائية المنخفضة تقع على ارتفاع إلى 120 مترًا من مستوى سطح البحر (390 قدمًا). القطن الوبري هي شجيرة يصل ارتفاعها إلى 1.5-5 قدم (0.46-1.52 م) وقطرها من 5-10 أقدام (1.5-3.0 م). شعر البذرة (الوبر) قصير وبني ضارب إلى الحمرة، خيطه غير مناسب للغزل أو الليّ.
تشير الدراسات الجينية إلى أن قطن هاواي مرتبط بأنواع القطن الأمريكي، وأقرب أقربائه هوالقطن الزغبي Gossypium hirsutum. قد يكون أسلافه قد جاءوا إلى جزر هاواي من الأمريكتين بذرة مع الريح أو فضلات الطيور أو كجزء من حطام عائم

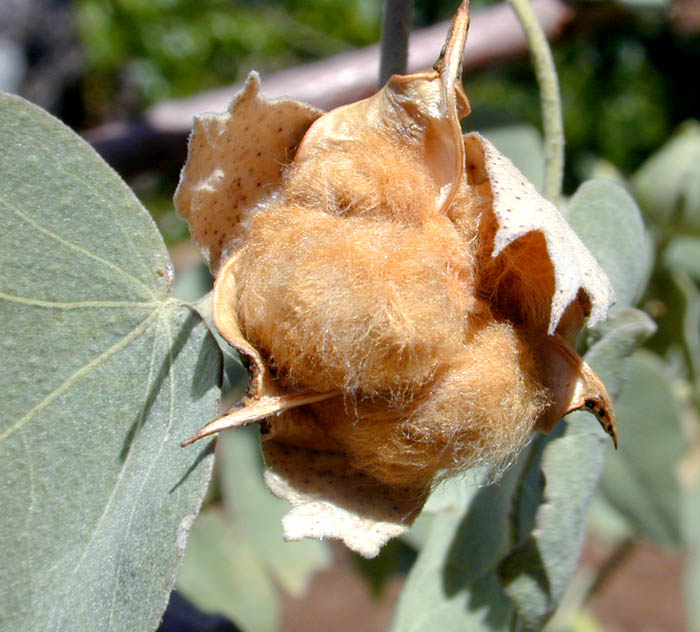
Cotton boll of Gossypium tomentosum